# Wekkertje
Het wekkertje (Omocestus viridulus) is een rechtvleugelig insect uit de familie veldsprinkhanen (Acrididae), onderfamilie Gomphocerinae.

## Kenmerken
Mannetjes bereiken een lengte van 13 tot 17 millimeter, de vrouwtjes zijn 17 tot 22 mm lang. De lichaamskleur is groen, soms bruin, de vleugels reiken tot achter de achterlijfspunt. De randen van het halsschild zijn geel van kleur en gebogen. Een chorthippuslobje ontbreekt.

## Onderscheid met andere soorten
Het wekkertje is moeilijk te onderscheiden van het zwart wekkertje, die iets kleiner blijft en meestal een donkere kleur heeft. De randen van het halsschild zijn bij het negertje iets anders gebogen, de onderzijde van de eilegkleppen van de vrouwtjes zijn lang en licht van kleur, in tegenstelling tot de korte, zwarte eilegkleppen van het negertje.

## Verspreiding
Het wekkertje komt voor in vrijwel heel Europa inclusief Nederland. In België ontbreekt de soort in het westen. Als habitat zijn alle terreinen geschikt die vochtig zijn en vegetatie hebben, van wegbermen tot graslanden.

## Levenswijze
Het wekkertje is te zien van juni tot augustus en laat zich vooral zien tussen negen uur in de ochtend tot zeven uur in de avond. Het geluid bestaat uit een aanhoudend gesis, de Nederlandse naam wekkertje is niet toepasselijk.

## Afbeeldingen

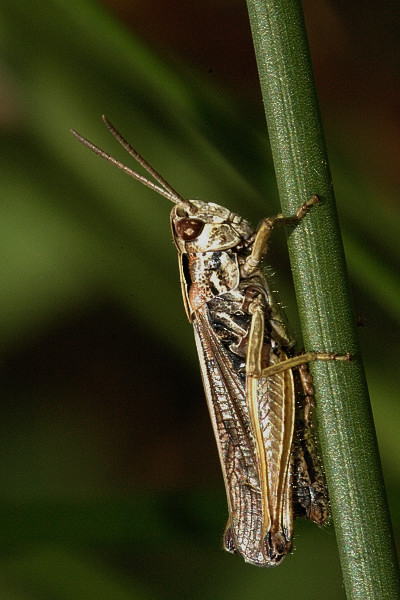
Mannetje
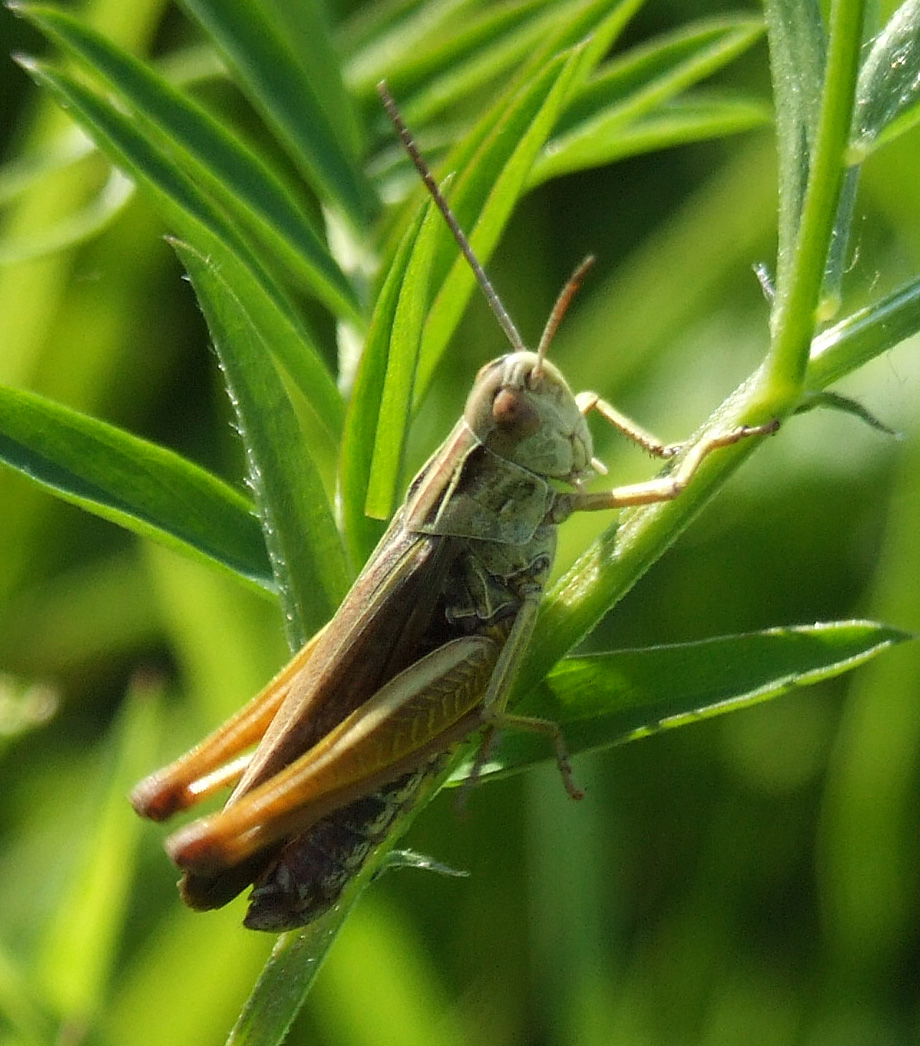
Mannetje
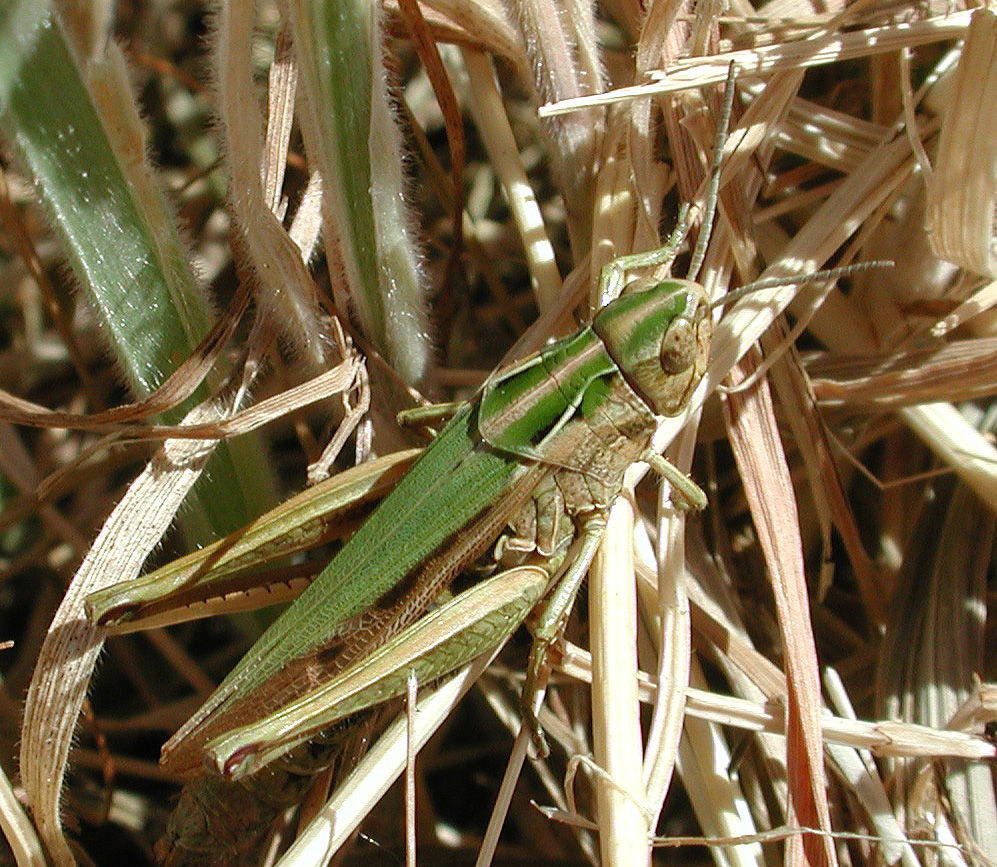
Vrouwtje
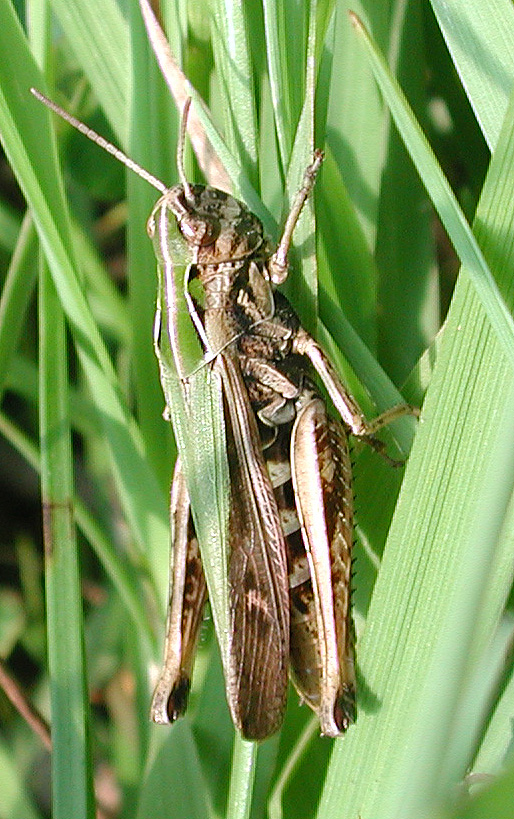
Vrouwtje
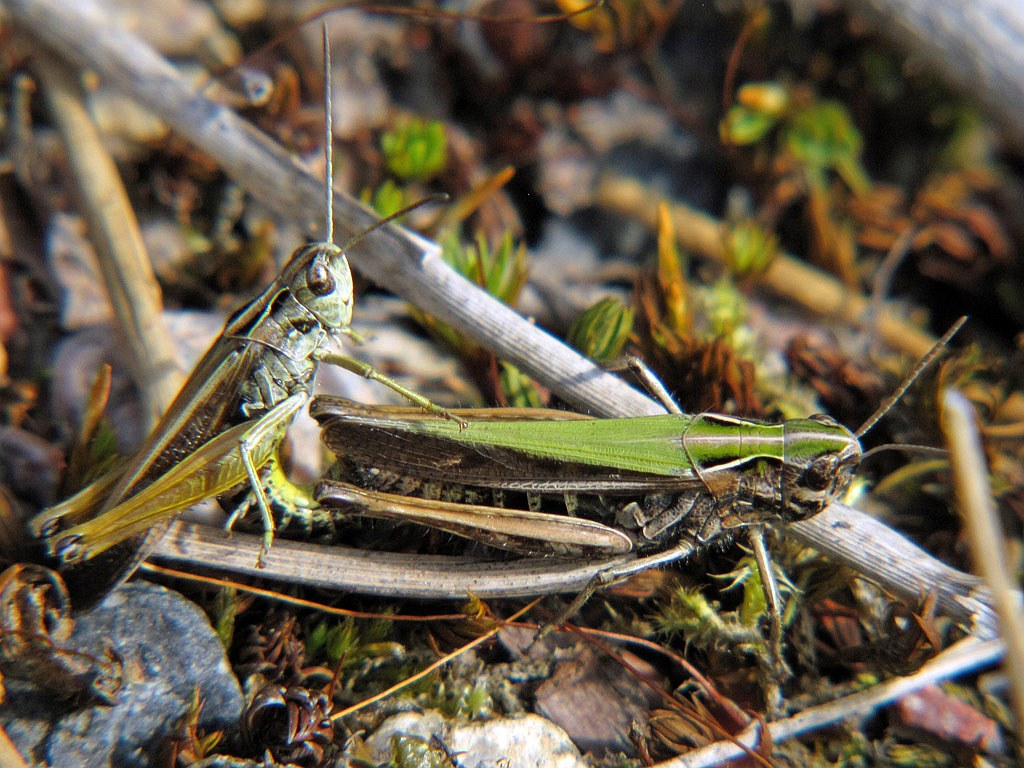
Paring